# NHK 뉴스 오하요 에히메
NHK 뉴스 오하요 에히메(NHKニュース おはようえひめは)은 NHK 마쓰야마 방송국에서 제작해 매주 월 ~ 금 오전 7시 45분부터 8시까지 15분간 NHK 종합 텔레비전을 방영되어 시코쿠 지방의 에히메현 지방의 소식을 전해주다가 2020년 9월 25일을 끝으로 종영이 되었다.